# Narodi svijeta K
Narodi svijeta K
Kabardinci. Ostali nazivi: Кабардинцы (ruski)
- Lokacija:
- Jezik/podrijetlo: kabardinski, abhasko-adigejski narodi, ogranak Čerkeza.
- Populacija (2007):
- Kultura:
- Vanjske poveznice:

Kabawa. Ostali nazivi: Kaba
- Lokacija: Taraba, Nigerija
- Jezik/podrijetlo:
- Populacija (2007):
- Vanjske poveznice:

Kadara. Ostali nazivi:
- Lokacija: Taraba, Nigerija
- Jezik/podrijetlo:
- Populacija (2007):
- Vanjske poveznice:

Kafanchan. Ostali nazivi:
- Lokacija: Kaduna, Nigerija
- Jezik/podrijetlo:
- Populacija (2007):
- Vanjske poveznice:

Kagoro. Ostali nazivi:
- Lokacija: Kaduna, Nigerija
- Jezik/podrijetlo:
- Populacija (2007):
- Vanjske poveznice:

 Kāi Tahu  →Ngāi Tahu 
Kaje. Ostali nazivi: Kache
- Lokacija: Kaduna, Nigerija
- Jezik/podrijetlo:
- Populacija (2007):
- Vanjske poveznice:

Kajtaki. Ostali nazivi: Кайтагцы (ruski)
- Lokacija:
- Jezik/podrijetlo: laksko-darginski narodi
- Populacija (2007):
- Vanjske poveznice:

Kajuru. Ostali nazivi: Kajurawa
- Lokacija: Kaduna, Nigerija
- Jezik/podrijetlo:
- Populacija (2007):
- Vanjske poveznice:

Kaka. Ostali nazivi:
- Lokacija: Adamawa, Nigerija
- Jezik/podrijetlo:
- Populacija (2007):
- Vanjske poveznice:

Kalmici. Ostali nazivi: Калмыки (ruski)
- Lokacija:
- Jezik/podrijetlo:
- Populacija (2007):
- Vanjske poveznice:

Kamaku. Ostali nazivi: Karnukawa
- Lokacija: Kaduna, Kebbi, Niger, Nigerija
- Jezik/podrijetlo:
- Populacija (2007):
- Vanjske poveznice:

Kamas. Ostali nazivi: sebe zovu kangmadzhy
- Lokacija: Rusija
- Jezik/podrijetlo:
- Populacija (2007):
- Vanjske poveznice:

Kambari. Ostali nazivi:
- Lokacija: Kebbi, Niger, Nigerija
- Jezik/podrijetlo:
- Populacija (2007):
- Vanjske poveznice:

Kambu. Ostali nazivi:
- Lokacija: Adamawa, Nigerija
- Jezik/podrijetlo:
- Populacija (2007):
- Vanjske poveznice:

Kamčadali. Ostali nazivi: Itelmeni, itenme'n-itelmen (vlastito ime), Ительмены (ruski)
- Lokacija: Rusija.
- Jezik/podrijetlo:
- Populacija (2007):
- Vanjske poveznice:

Kamo. Ostali nazivi:
- Lokacija: Bauchi, Nigerija
- Jezik/podrijetlo:
- Populacija (2007):
- Vanjske poveznice:

Kanakuru. Ostali nazivi: Dera
- Lokacija: Adamawa, Borno, Nigerija
- Jezik/podrijetlo:
- Populacija (2007):
- Vanjske poveznice:

Kanembu. Ostali nazivi:
- Lokacija: Bomo, Nigerija
- Jezik/podrijetlo:
- Populacija (2007):
- Vanjske poveznice:

Kanikon. Ostali nazivi:
- Lokacija: Kaduna, Nigerija
- Jezik/podrijetlo:
- Populacija (2007):
- Vanjske poveznice:

Kantana. Ostali nazivi:
- Lokacija: Plateau, Nigerija
- Jezik/podrijetlo:
- Populacija (2007):
- Vanjske poveznice:

Kanuri. Ostali nazivi:
- Lokacija: Čad, Kamerun, Niger, Nigerija (države: Kaduna, Adamawa, Bomo, Kano, Niger, Jigawa, Plateau, Taraba, Yobe)
- Jezik/podrijetlo: jezik kanuri, istočnosudanski narodi.
- Populacija (2007):
- Vanjske poveznice:

Karagasi →Tofalari
Karaim. Ostali nazivi: sebe zovu karai (pl. karailar).
- Lokacija:
- Jezik/podrijetlo:
- Populacija (2007):
- Vanjske poveznice:

Karačajevci. Ostali nazivi: Карачаевцы (ruski)
- Lokacija:
- Jezik/podrijetlo:
- Populacija (2007):
- Vanjske poveznice:

Karatinci. Ostali nazivi: Karata, sebe zovu khkhiridi Каратинцы (ruski)
- Lokacija:
- Jezik/podrijetlo: khkhirlhi matshtshi, ima dva dijalekta Karata, Tokita. Avarsko-andodidojski narodi
- Populacija (2007):
- Vanjske poveznice:

Karekare. Ostali nazivi: Karaikarai
- Lokacija: Bauchi, Yobe, Nigerija
- Jezik/podrijetlo:
- Populacija (2007):
- Vanjske poveznice:

Karelijci. Ostali nazivi: sebe zovu karjalaiset ili karjalazhet. Карелы (ruski)
- Lokacija: Karelija, Rusija
- Jezik/podrijetlo: jezuiik nazivaju karjalan kieli(i), finski narodi.
- Populacija (2007):
- Vanjske poveznice:

Karimjo. Ostali nazivi:
- Lokacija: Taraba, Nigerija
- Jezik/porijeklo:
- Populacija (2007):
- Vanjske poveznice:

Kariya. Ostali nazivi:
- Lokacija: Bauchi, Nigerija
- Jezik/porijeklo:
- Populacija (2007):
- Vanjske poveznice:

Kastiljci →Španjolci.
Katab. Ostali nazivi: Kataf
- Lokacija: Kaduna, Nigerija
- Jezik/porijeklo:
- Populacija (2007):
- Vanjske poveznice:

Katalonci
- Lokacija: Katalonija i Baleari, Španjolska (11,305,000), Francuska (299,000), Argentina (176,000), Meksiko (54,000), Njemačka (49,000), SAD (43,000), Andora (31,000), Italija (22,000), Venezuela (5,500).
- Jezik/porijeklo: katalonski jezik član romanske skupine indoeuropskih jezika, mnogi bilingualni u kastiljskom (španjolskom). Porijeklom su od romaniziranih Keltibera.
- Populacija (2007): 11,953,000
- Kultura: kulturno i jezično srodni Provansalcima iz jugoistočne Francuske.
- Vanjske poveznice: The Catalonians of Spain  Arhivirana inačica izvorne stranice od 27. studenoga 2007. (Wayback Machine)

 Kāti Mamoe →Ngāti Mamoe
Kazahi. Ostali nazivi: Казахи (ruski)
- Lokacija: Kazahstan
- Jezik/porijeklo:
- Populacija (2007):
- Vanjske poveznice:

Kazikumuhci →Lakci
Kenern. Ostali nazivi: Koenoem
- Lokacija: Plateau, Nigerija
- Jezik/porijeklo:
- Populacija (2007):
- Vanjske poveznice:

Kenton. Ostali nazivi:
- Lokacija: Taraba, Nigerija
- Jezik/porijeklo:
- Populacija (2007):
- Vanjske poveznice:

Kereki. Ostali nazivi: sebe zovu kerek
- Lokacija:
- Jezik/porijeklo:
- Populacija (2007):
- Vanjske poveznice:

Keti. Ostali nazivi: Jenisejci, Jenisejski Ostjaci, jugun, Кеты (ruski.
- Lokacija: rijeka Jenisej, Rusija
- Jezik/porijeklo:
- Populacija (2007):
- Vanjske poveznice:

Kháng. Ostali nazivi:
- Lokacija: Vijetnam
- Jezik/porijeklo:
- Populacija:
- Kultura:
- Vanjske poveznice:

Khmer Krom. Ostali nazivi: Khơ Me Crộm
- Lokacija: Vijetnam
- Jezik/porijeklo: mon-khmer
- Populacija:
- Kultura:
- Vanjske poveznice:

Khmeri. Ostali nazivi:
- Lokacija:
- Jezik/porijeklo: mon-khmer
- Populacija (2007):
- Vanjske poveznice:

Khmu. Ostali nazivi: Khơ Mú
- Lokacija: Vijetnam
- Jezik/porijeklo: mon-khmer
- Populacija:
- Kultura:
- Vanjske poveznice:

Kiballo. Ostali nazivi: Kiwollo
- Lokacija: Kaduna, Nigerija
- Jezik/porijeklo:
- Populacija (2007):
- Vanjske poveznice:

Kilba. Ostali nazivi:
- Lokacija: Adamawa, Nigerija
- Jezik/porijeklo:
- Populacija (2007):
- Vanjske poveznice:

Kinezi. Ostali nazivi: Han
- Lokacija: Kina
- Jezik/porijeklo: kineski, sinotibetski, postoji cijeli niz dijalekata
- Populacija:  1,136,703,824. najmnogoljudniji narod na svijetu
- Vanjske poveznice: Han

Kinh →Vijetnamci
Kirfi. Ostali nazivi: Kirfawa
- Lokacija: Bauchi, Nigerija
- Jezik/porijeklo:
- Populacija (2007):
- Vanjske poveznice:

Kirgizi. Ostali nazivi: Киргизы (ruski)
- Lokacija: Kirgizija, nadalje Afganistan (3,000 u Pamiru), Kina (437,238; 1999. Hu Zhenhua), Uzbekistan, Kazahstan, Tadžikistan, Turska (1,137; 1982).
- Jezik/porijeklo: jezik pripada kipčačkoj skupini, Turski narodi.
- Populacija: 3,136,733 u svim zemljama.
- Kultura: Nomadi i stočari, žive u jurtama. Sunitski muslimani.
- Vanjske poveznice:

Kisti. Ostali nazivi: Kistini
- Lokacija:
- Jezik/porijeklo: nahski narodi
- Populacija (2007):
- Vanjske poveznice:

Kizilbaš. Ostali nazivi: Qizilbash (engleski), Kizilbasch (njemački), arapski (قزلباش), Кызылбаши (ruski), perzijski (قزلباش)
- Lokacija: Afganistan
- Jezik/porijeklo: govore jezikom dari
- Populacija: 50,000
- Vanjske poveznice:

Kola Laponci. Ostali nazivi:
- Lokacija: poluotok Kola, Rusija
- Jezik/porijeklo: lapomski,
- Populacija (2007):
- Vanjske poveznice:

Koma. Ostali nazivi:
- Lokacija: Taraba, Nigerija
- Jezik/porijeklo:
- Populacija (2007):
- Vanjske poveznice:

Komani, crnogorsko pleme iz Katunske nahije. Bratstva: Komani i Bandići
Komi. Ostali nazivi: Коми (ruski)
- Lokacija:
- Jezik/porijeklo:
- Populacija (2007):
- Vanjske poveznice:

Komi Permjaci. Ostali nazivi: Коми-пермяки (ruski)
- Lokacija:
- Jezik/porijeklo:
- Populacija (2007):
- Vanjske poveznice:

Kona. Ostali nazivi:
- Lokacija: Taraba, Nigerija
- Jezik/porijeklo:
- Populacija (2007):
- Vanjske poveznice:

Korejci. Ostali nazivi:
- Lokacija: Sjeverna Koreja, Južna Koreja
- Jezik/porijeklo: korejski.
- Populacija (2007):
- Vanjske poveznice:

Korjaci, nomadi sebe nazivaju chavchu, a stanovnici sela nymylan, nym = selo. Коряки (ruski)
- Lokacija:
- Jezik/porijeklo:
- Populacija :
- Vanjske poveznice:

Koro. Ostali nazivi: Kwaro
- Lokacija: Kaduna, Niger
- Jezik/porijeklo:
- Populacija (2007):
- Vanjske poveznice:

Kosijeri, crnogorsko pleme iz Riječke nahije.
Krimski Tatari. Ostali nazivi:
- Lokacija:
- Jezik/porijeklo:
- Populacija (2007):
- Vanjske poveznice:

Krimski Židovi. Ostali nazivi: krymchak (vlastito ime)
- Lokacija:
- Jezik/porijeklo:
- Populacija (2007):
- Vanjske poveznice:

Krivošije, crnogorko pleme iz Hercegovine. Bratstva: (Vražegrmci, Martinići, Pavkovići i Petrušinovići).
Krizi (Džeki). Ostali nazivi: kjrtuar (vlastito ime), (Džeki, Kryzy, Джеки, Крызы, ruski)
- Lokacija: žive u pet sela u distriktu Konakhkent, Azerbajdžan: Kryz (Крыз), Alyk (Алык), Džek (Джек), Haput (Хапут) i Jergudž (Ергюдж).
- Jezik/porijeklo: džekski (джекский язык, крызский язык), lezginski narodi
- Populacija: oko 9,000
- Vanjske poveznice:

Kubačinci. Ostali nazivi: Кубачинцы (ruski)
- Lokacija:
- Jezik/porijeklo: laksko-darginski narodi
- Populacija (2007):
- Vanjske poveznice:

Kubi. Ostali nazivi: Kubawa
- Lokacija: Bauchi, Nigerija
- Jezik/porijeklo:
- Populacija (2007):
- Vanjske poveznice:

 Kuči, crnogorsko pleme u 'sedmoro brda'
Kudachano. Ostali nazivi: Kudachano
- Lokacija: Bauchi, Nigerija
- Jezik/porijeklo:
- Populacija (2007):
- Vanjske poveznice:

Kugama. Ostali nazivi:
- Lokacija: Taraba, Nigerija
- Jezik/porijeklo:
- Populacija (2007):
- Vanjske poveznice:

Kulere. Ostali nazivi: Kaler
- Lokacija: Plateau, Nigerija
- Jezik/porijeklo:
- Populacija (2007):
- Vanjske poveznice:

Kumandinci. Ostali nazivi: Кумандинцы (ruski)
- Lokacija:
- Jezik/porijeklo:
- Populacija (2007):
- Vanjske poveznice:

Kumici. Ostali nazivi: Кумыки (ruski)
- Lokacija:
- Jezik/porijeklo:
- Populacija (2007):
- Vanjske poveznice:

Kunini. Ostali nazivi:
- Lokacija: Taraba, Nigerija
- Jezik/porijeklo:
- Populacija (2007):
- Vanjske poveznice:

Kurama. Ostali nazivi:
- Lokacija: Jigawa, Kaduna, Niger, Plateau, Nigerija
- Jezik/porijeklo:
- Populacija (2007):
- Vanjske poveznice:

Kurdi. Ostali nazivi:
- Lokacija: Irak, Turska.
- Jezik/porijeklo: kurdski, iranski narodi.
- Populacija (2007):
- Vanjske poveznice:

Kurdul. Ostali nazivi:
- Lokacija: Adamawa, Nigerija
- Jezik/porijeklo:
- Populacija (2007):
- Vanjske poveznice:

Kurmanji, ostali nazivi: Sjeverni Kurdi
- Lokacija: Prvnstveno Turska (8,083,000), Irak (1,690,000) i Sirija (1,415,000), ukupno u 34 države.
- Jezik/porijeklo: iranski narod, govore sjeverni kurdski, indoeuropska poroddica. Na području Turske postoje plemena Doudjik, Jibran, Kizibakh, Subhan, Bokhti, Bakran, Tirigan, Karachul, Chol, Oghaz, Jambul, Devalu, Iva, Karaqich i Chichak.
- Populacija (2007): 12,900,000.
- Kultura: tradicionalno polunomadi, uzgajivači goveda i koza, dijelom još žive polunomadski. Ostali se bave ratarstvom.
- Vanjske poveznice:

Kushi. Ostali nazivi:
- Lokacija: Bauchi, Nigerija
- Jezik/porijeklo:
- Populacija (2007):
- Vanjske poveznice:

Kuteb. Ostali nazivi:
- Lokacija: Taraba, Nigerija
- Jezik/porijeklo:
- Populacija (2007):
- Vanjske poveznice:

Kutin. Ostali nazivi:
- Lokacija: Taraba, Nigerija
- Jezik/porijeklo:
- Populacija (2007):
- Vanjske poveznice:

Kwalla. Ostali nazivi:
- Lokacija: Plateau, Nigerija
- Jezik/porijeklo:
- Populacija (2007):
- Vanjske poveznice:

Kwami. Ostali nazivi: Kwom
- Lokacija: Bauchi, Nigerija
- Jezik/porijeklo:
- Populacija (2007):
- Vanjske poveznice:

Kwanchi. Ostali nazivi:
- Lokacija: Taraba, Nigerija
- Jezik/porijeklo:
- Populacija (2007):
- Vanjske poveznice:

Kwanka. Ostali nazivi: Kwankwa
- Lokacija: Bauchi, Plateau, Nigerija
- Jezik/porijeklo:
- Populacija (2007):
- Vanjske poveznice:

Kwatkwat. Ostali nazivi: Quart-Quart, Emu Mudjug tribe.
- Lokacija: Victoria, južna obala Murraya.
- Jezik/porijeklo:
- Populacija:
- Vanjske poveznice:

Kwato. Ostali nazivi:
- Lokacija: Plateau, Nigerija
- Jezik/porijeklo:
- Populacija (2007):
- Vanjske poveznice:

Kwiambal. Ostali nazivi: Koi, Kweembul, Quieumble, Queenbulla (sada ime mjesta).
- Lokacija: Novi Južni Wales, donji Severn River i Fraser Creek.
- Jezik/porijeklo:
- Populacija:
- Vanjske poveznice:

Kyenga. Ostali nazivi: Kengawa
- Lokacija: Sokoto, Nigerija
- Jezik/porijeklo:
- Populacija (2007):
- Vanjske poveznice: